# Alessandro Forficula
Alessandro detto Forficula (... – VI secolo) è stato un funzionario bizantino.

## Biografia
Detto Forficula ("forbicella") per la sua abilità nel rifilare i bordi delle monete d'oro, Alessandro era un funzionario delle finanze imperiale, un discussor; era probabilmente uno degli scrinarii di una delle sezioni finanziarie della prefettura del pretorio, presumibilmente quella relativa all'esercito.
Nel 540 fu inviato in Italia dopo il richiamo a Costantinopoli di Belisario. Durante il tragitto si fermò alle Termopili, il cui presidio era formato da contadini locali armati. Egli:
(Procopio, Storia Segreta, 26.)
Giunto a Ravenna, si alienò le simpatie degli Italici e dei soldati imperiali stessi con un rapace fiscalismo e la riduzione del soldo. Inoltre privò i poveri di Roma dei tre medinni di grano all'anno che re Teodorico il Grande faceva distribuire ai poveri a San Pietro.
Nel 541 era uno degli 11 comandanti imperiali che tentarono di espugnare Verona ma che subirono una grave sconfitta per opera di Totila presso Faenza.